# Фастівська сільська рада
| Фастівська сільська рада — орган місцевого самоврядування у Білоцерківському районі Київської області з адміністративним центром у с. Фастівка. Історична дата утворення: в 1921 році. Сільській раді підпорядковані населені пункти: - с. Фастівка |

## Склад ради
Рада складається з 16 депутатів та голови.

### Керівний склад ради
| ПІБ                    | Основні відомості                                            | Дата обрання | Дата звільнення |
| ---------------------- | ------------------------------------------------------------ | ------------ | --------------- |
| Панченко Ніна Фролівна | Сільський голова, 1951 року народження, освіта, позапартійна | 26.03.2006   | 12.12.2006      |
| Стадник Іван Іванович  | Сільський голова, 1975 року народження, освіта, безпартійний | 25.03.2007   | 31.10.2010      |

Примітка: таблиця складена за даними джерела